# Dowayo (peuple)
Les Dowayo sont une population d'Afrique centrale présente dans le nord du Cameroun, à Poli et ses alentours, dans le département du Faro.

## Ethnonymie
Selon les sources et le contexte, on observe de multiples formes : Doayau, Doayo, Do Ayo, Donyayo, Doohyaayo, Doowaayo, Dooyaayo, Dooyayo,  
Dowayaho, Dowayos, Doyaayo, Doyau, Doy-ayo, Doyayo, Doyayos, Namchi, Namji, Namshi.

## Langues
Ils parlent le dowayo (ou doyayo), une langue adamawa-oubanguienne dont le nombre de locuteurs était estimé à 18 000 en 1985. Le peul et le français sont également utilisés.

## Population
Leur nombre est estimé à 18 000.

## Culture

Poupées de fertilité namchi
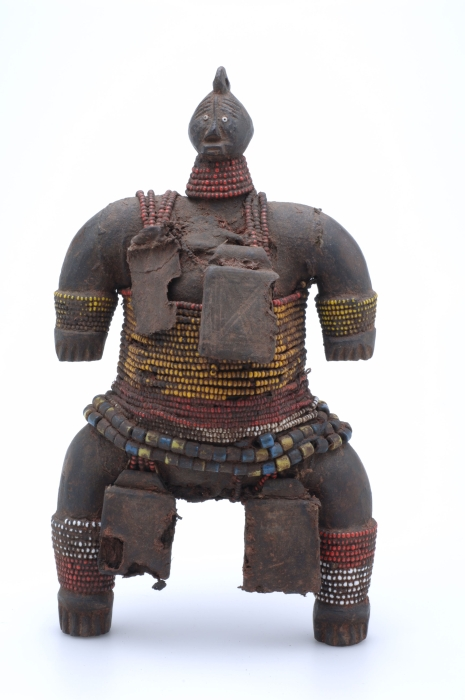
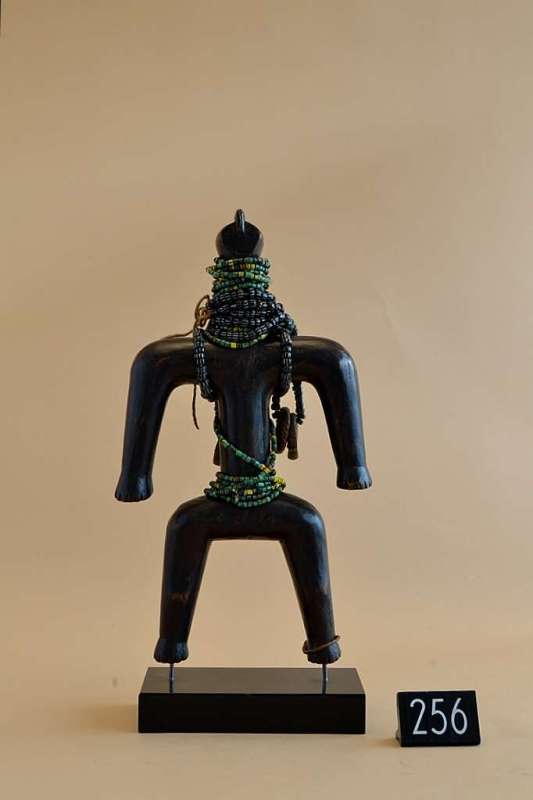
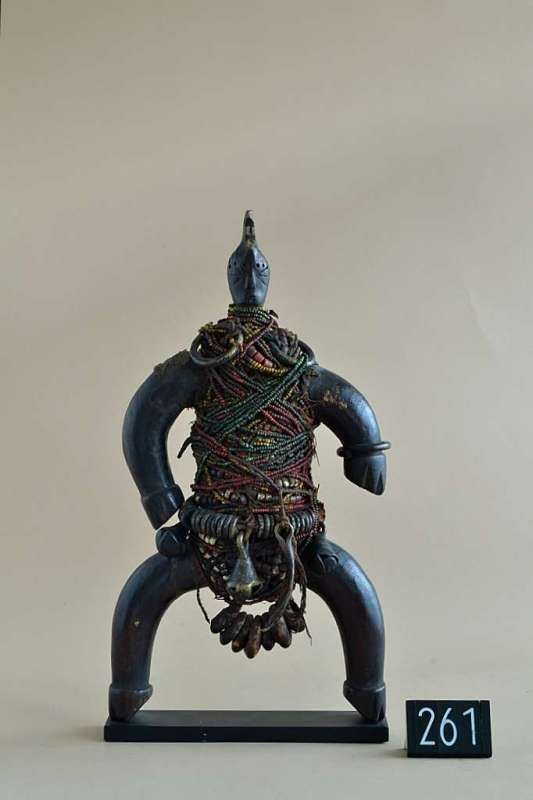
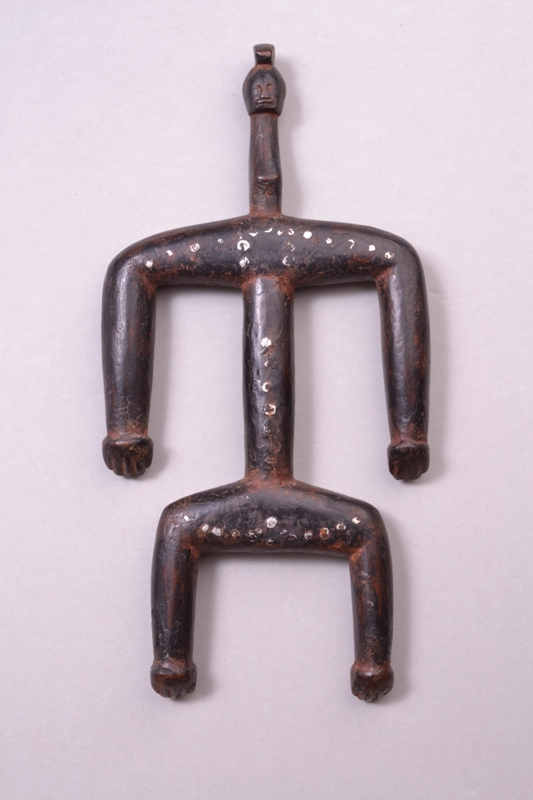